# Serge Stauffer
Serge Stauffer (* 8. Juni 1929 in Luzern als Werner Oscar Stauffer; † 17. September 1989 in Zürich) war ein Schweizer Künstler und Kunstvermittler. Er war Mitbegründer der F+F Schule für experimentelle Gestaltung in Zürich und Übersetzer der Texte von Marcel Duchamp. Stauffer entwickelte Vorläuferideen künstlerischer Forschung.

## Leben und Werk
Stauffer absolvierte von 1952 bis 1955 die Ausbildung zum Fotografen bei Hans Finsler und Alfred Willimann an der Kunstgewerbeschule Zürich KGSZ. In dieser Zeit lernte er seine spätere Frau Doris Kloetzer kennen. Mit ihr hatte er drei Kinder, darunter Veit Stauffer. 
Erste Bekanntheit erlangte Stauffer durch seine Übersetzung des Theaterstücks Die kahle Sängerin von Eugène Ionesco, welches 1956 u. a. mit Daniel Spoerri im Klein-Theater Bern uraufgeführt wurde und 1959 beim Luchterhand Verlag erschien.
Als Fotograf arbeitete Stauffer im grafischen Atelier von Josef Müller-Brockmann und kehrte 1957 als Lehrer für Fotografik und experimentelle Fotografie an die KGSZ zurück. 1957 bis 1964 gestaltete er Ausstellungen, Kataloge und Plakate, und wirkte u. a. bei der von Max Bill organisierten Ausstellung Dokumentation über Marcel Duchamp (1960) im Kunstgewerbemuseum Zürich mit.
Stauffers frühes künstlerisches Werk umfasst unter anderem das Spielobjekt Jardin public, das 1961 beim Moderna Museet in Stockholm erschien. Von 1962 bis 1964 betrieb er anhand von geometrischen Zeichnungen und Fotogrammen umfassende Studien zu optischen Täuschungseffekten, die er geometrisch-optische Täuschungen (g.o.T.) nannte.
1964 bereitete Stauffer zusammen mit Hansjörg Mattmüller den Aufbau einer künstlerischen Experimentierklasse vor. 1965 nahm sie als Klasse Form und Farbe (F+F) ihren Betrieb an der KGSZ auf.
Nachdem der von Doris Stauffer eingeführte Kurs Teamwork bei der F+F wieder abgeschafft werden sollte und die Weiterführung der Klasse auch sonst «von unannehmbaren Bedingungen abhängig gemacht» wurde, beschlossen die Klasse und Lehrer im Klassenrat im März 1970 gemeinsam die Auflösung der Klasse F+F und Kündigung der Lehrenden.
Gemeinsam überführten darauf Bendicht Fivian, Peter Gygax, Peter Jenny, Hansjörg Mattmüller, Doris Stauffer und Serge Stauffer im Januar 1971 die Klasse F+F in die private Kunstschule F+F Schule für experimentelle Gestaltung. Serge Stauffer und Mattmüller teilten sich die Schulleitung, bis Stauffer 1978 freiwillig ausschied.
Wie Tom Holert beschreibt, suchten Künstler wie Allan Kaprow, Nam June Paik, Asger Jorn und der Philosoph und Künstler Piero Simondo seit den 1950er und 1960er Jahren nach Möglichkeiten einer künstlerischen Forschung. Auch Stauffer arbeitete schon während seiner Zeit als Lehrer an der KGSZ an Konzepten zu Kunst als Forschung. 1968 hielt er an einer Tagung des Schweizerischen Werkbundes SWB einen Vortrag über den Künstler als Forscher und unter dem Titel Thesen zu Kunst als Forschung präsentierte er seine Überlegungen 1976 während einer Ausstellung der F+F im Foyer des Kunsthauses Zürich. 1978–79 hatte Stauffer einen Lehrauftrag zu «Kunst als Forschung» an der kunsthistorischen Abteilung der Universität Zürich inne. Schliesslich erschien der Aufsatz Kunst als Forschung 1981 in der Publikation Genie gibt′s – Die siebziger Jahre an der F&F Schule für experimentelle Gestaltung.
Von 1956 bis 1967 führte Stauffer einen Briefwechsel mit Marcel Duchamp und erforschte dessen Werk. Dazu veröffentlichte Stauffer 1973 das Buch Ready Made – 180 Aussprüche aus Interviews mit Marcel Duchamp und gab zusammen mit Theo Ruff 1981 Die Schriften – Zu Lebzeiten veröffentlichte Texte mit übersetzten und faksimilierten Texten von Marcel Duchamp heraus. Postum erschien 1992 der von ihm konzipierte Band Marcel Duchamp: Interviews und Statements.
Mit dem Schweizer Künstler und Poeten André Thomkins verband Stauffer eine lebenslange Freundschaft, aus der ein umfangreicher Briefwechsel hervorging. Diese Freundschaft wird dokumentiert in der 1985 erschienenen Thomkins-Monografie Oh! Cet Echo!.
Der Nachlass von Serge Stauffer befindet sich in der Graphischen Sammlung der Schweizerischen Nationalbibliothek in Bern. Ein weiterer Teil des Nachlasses von Serge Stauffer befindet sich im Duchamp-Kabinett der Staatsgalerie Stuttgart. Stauffers Werk und seine Arbeiten zu «Kunst als Forschung» sind auch Gegenstand eines 2011 lancierten Forschungsprojekts am Institut für Gegenwartskunst der Zürcher Hochschule der Künste (ZHdK).

## Werke
- 1952: o.T. (Glasmusik), Komposition auf Tonband, 10 min (zusammen mit Doris Stauffer)
- 1955: Bischof. Rosellina, Markus Daniel, Abschlussarbeit Fotografie bei Hans Finsler, Kunstgewerbeschule Zürich, als Atmosphäre bei Werner Bischof, BIGA-Diplom, Mappe mit 12 Fototafeln, 23×23 cm
- 1955–1957: Post Card – ready made in Europe, Fotopostkarten
- 1960: Jardin public, Kombinationspiel mit vier Karten, 10 × 10 cm, Edition bei Moderna Museet Stockholm zur Ausstellung rörelsen i konsten, 1961
- 1962–1964: geometrisch-optische Täuschungen (g.o.T.), künstlerische Studie
- 1963: La matière grise (ehemals Nuit blanche), konstruktivisches Bild in Kreisform, Graphit auf Karton, 100×100 cm
- 1969: o.T. (Volano), zwei Filme in Parallelprojektion, Normal 8, ohne Ton, 9:22 min (zusammen mit Hansjörg Mattmüller)
- 1968: b-room, mit einer Einführung von Giovanni Blumer, graphische Edition, vier Blätter, 25×25 cm
- 1971–1979: öffentliche bibliothek serge stauffer, Künstlerbuchreihe mit eigenen Texten, jeweils in drei Exemplaren hergestellt
- 1973: mundstücke, Serie von 20 Fotografien, 8×12 cm
- 1977: body-music, mehrere Kompositionen auf Tonband
- 1979: an einem ohr blind – projekt einer weltsprache, Kombinationsspiel zum Selbermachen, in: Steinschleuder no. 3
- 1979: Werk für Roman, Serie von 12 Fotografien auf Diapositiven und 2 Blätter Text, für Roman Signer

### Herausgeberschaften und Übersetzungen
- Eugène Ionesco: Die kahle Sängerin. Aus dem Französischen von Serge Stauffer. In: Eugène Ionesco: Theaterstücke. Band 1. Luchterhand, Darmstadt 1959.
- [Serge Stauffer, Hg.]: freunde + freunde. friends + fruend. karl gerstner, diter rot, daniel spoerri, andré thomkins und freunde. Erschienen zur Ausstellung «fruend, friends, freunde und freund», Kunsthalle Bern und Düsseldorf. Edition Hansjörg Mayer, Stuttgart 1969.
- Hans-Rudolf Lutz, Hansjörg Mattmüller, Serge Stauffer (Hg.): Experiment F+F. 1965–1970. Verlag H.R. Lutz, Zürich [1970].
- Marcel Duchamp: Ready Made! 180 Aussprüche aus Interviews mit Marcel Duchamp. Hg. von Serge Stauffer. Regenbogen Verlag, Zürich 1973.
- Marcel Duchamp: Die Schriften. Band 1. Zu Lebzeiten veröffentlichte Texte. Übersetzt, kommentiert und hg. von Serge Stauffer. Regenbogen-Verlag, Zürich 1981.
- André Thomkins, Serge Stauffer: Correspondance 1948–1977. Transcription et montage par Serge Stauffer. Stuttgart, Edition Hansjörg Mayer, London 1985.
- Serge Stauffer: Marcel Duchamp. Interviews und Statements. Gesammelt, übersetzt und annotiert von Serge Stauffer. Hg. von Ulrike Gauss. Graphische Sammlung Staatsgalerie Stuttgart; Edition Cantz, Ostfildern-Ruit 1992.

### Artikel und Buchbeiträge
- Stilgeschichte des Films. In: Hans Fischli, Willy Rotzler: Der Film. Geschichte, Technik, Gestaltungsmittel, Bedeutung. [Ausstellungskatalog]. Kunstgewerbemuseum, Zürich 1960. o. S.
- «Der Traum eines Briefträgers». [Ferdinand Cheval und sein Palais Idéal in Hauterives, FR]. In: du, Kulturelle Monatsschrift, 21. Jahrgang, no. 247, September 1961. S. 47f. doi:10.5169/seals-293844
- «100 Fragen» [an Karl Gerstner, an Dieter Roth, an Daniel Spoerri, an André Thomkins]. In: Karl Gerstner u. a. (Hg.): freunde + freunde, friends + fruend. Erschienen zur Ausstellung Fründ, friends, Freunde und Freunde in der Kunsthalle Bern und der Kunsthalle Düsseldorf. Edition Hansjörg Mayer, Stuttgart 1969. o. S.
- Kunst als Forschung. In: Genie gibt’s. Die siebziger Jahre an der F&F Schule für experimentelle Gestaltung. Hg. von Gerhard Johann Lischka unter Mitarbeit von Hansjörg Mattmüller. Betzel Verlag, Frankfurt am Main 1981. S. 61–92.
- «L’homme le plus sérieux du monde». Marcel Duchamp als Schachspieler. In: du. Die Kunstzeitschrift. no. 1, 1982. S. 62–65. doi:10.5169/seals-304291
- Brief. In: André Thomkins: Oh! Cet Echo! André Thomkins an Serge Stauffer, Dokumente einer Freundschaft mit Echo. [Gesamtkatalog der Sammlung Serge Stauffer mit Werken von André Thomkins]. Edition Hansjörg Mayer, Stuttgart/London 1985, S. 41–59.
- liliane aufspüren. In: Liliane Csuka: Bilder. Drawings. [Selbstverlag, Zürich 1985], o. S.

## Ausstellung
- 2013: Serge Stauffer – Kunst als Forschung, Helmhaus Zürich[12]